# Franz Penzoldt
Franz Penzoldt (12 de dezembro de 1849 – 19 de setembro de 1927) foi um internista e farmacologista alemão nascido em Crispendorf, Principado de Reuss-Greiz . Ele era o pai do escritor Ernst Penzoldt (1892–1955).
Ele estudou medicina em Tübingen e Jena, onde foi aluno de Wilhelm Olivier Leube (1842–1922). De 1874 até sua aposentadoria em 1920, trabalhou na Universidade de Erlangen . Em 1875, obteve sua habilitação em Erlangen, onde mais tarde se tornou professor de medicina interna e farmacologia. Em 1903 foi nomeado diretor da clínica médica.
Ele foi o autor do popular Lehrbuch der klinischen Arzneibehandlung für Studierende und Ärzte (Manual de Tratamento Farmacêutico Clínico para Estudantes e Médicos), que foi publicado em várias edições. Com Roderich Stintzing (1854–1933), publicou o Handbuch der gesamten Therapie e também o Handbuch der speciellen Therapie innerer Krankheiten.
Hoje, o "Franz-Penzoldt-Zentrum" da Universidade de Erlangen-Nuremberg é nomeado em sua homenagem. Esta instalação é o centro de pesquisa médica experimental na universidade.

## Funciona
- Ältere und neuere Harnproben und ihr praktischer Werth : kurze Anleitung zur Harnuntersuchung in der Praxis für Ärzte und Studirende ; mit 2 Holzschnitten . Fischer, Jena 3ª ed. 1890 Edição digital pela University and State Library Düsseldorf
- Lehrbuch der klinischen Arzneibehandlung : für Studierende und Ärzte . Fischer, Jena 8ª ed. 1915 Edição digital pela University and State Library Düsseldorf